# Mimetoïdeus
Els mimetoïdeus (Mimetoidea) són una superfamília d'aranyes araneomorfes. Està constituïda per dues famílies d'aranyes que tenen vuit ulls:
- Malkàrids (Malkaridae)
- Mimètids (Mimetidae)